# Робърт Крипън
Робърт Лаурел Крипън (на английски: Robert Laurel Crippen) е американски тест пилот и астронавт на НАСА, участник в четири космически полета. Пилот на първата мисия на космическата совалка – STS-1.

## Образование
Р. Крипън е завършил колежа New Caney High School в Тексас. През 1960 г. завършва щатския университет на Тексас в Остин с бакалавърска степен по аерокосмическо инженерство.

## Военна кариера
През юни 1962 г., Робърт Крипън постъпва в United States Navy's Aviation Officer Candidate School (AOCS). Завършва през ноември 1964 г. със специалност военноморски летец. След дипломирането си е произведен в чин лейтенант и е разпределен в 72-ра атакуваща ескадрила (VA-72) на самолетоносача USS Independence (CV-62). Лети на реактивен щурмовак A-4. През октомври 1966 г. завършва школата за експериментални тест пилоти в авиобазата Едуардс, Калифорния. Включен е в експерименталната програма на USAF Пилотирана орбитална лаборатория (на английски: Manned Orbiting Laboratory или съкр. MOL), Група MOL-2.

## Служба в НАСА
На 14 август 1969 г., Робърт Крипън е избран за астронавт от НАСА, Астронавтска група №7. Включен е в поддържащите екипажи на Скайлаб 2, Скайлаб 3, Скайлаб 4 и експерименталния проект Аполо-Союз. След това започва курс на обучение по новата програма Спейс шатъл. Получава назначение като пилот при първия полет на космическата совалка (STS-1) от 12 – 14 април 1981 г. След това е командир на още три мисии: STS-7 от 18 – 24 юни 1983 г., STS-41C от 6 – 13 април 1984 г. и STS-41G от 6 – 13 октомври 1984 г. Последната мисия е първият полет на совалката с пълен екипаж от седем души. Робърт Крипън получава назначение и като командир на мисия STS-62A, но полетът е отменен след катастрофата с Чалънджър на 28 януари 1986 г.

### Космически полети
| Космически полети на Робърт Лаурел Крипън                        | Космически полети на Робърт Лаурел Крипън | Космически полети на Робърт Лаурел Крипън | Космически полети на Робърт Лаурел Крипън | Космически полети на Робърт Лаурел Крипън | Космически полети на Робърт Лаурел Крипън | Космически полети на Робърт Лаурел Крипън |
| №                                                                | Дата                                      | КК                                        | Емблема на мисията                        | Функции                                   | Продължителност                           |                                           |
| ---------------------------------------------------------------- | ----------------------------------------- | ----------------------------------------- | ----------------------------------------- | ----------------------------------------- | ----------------------------------------- | ----------------------------------------- |
| 1                                                                | 12 април 1981                             | „Колумбия“, STS-1                         |                                           | Пилот                                     | 2 денонощия 06 часа 20 мин. 53 сек.       |                                           |
| 2                                                                | 18 юни 1983                               | „Чалънджър“, STS-7                        |                                           | Командир                                  | 6 денонощия 02 час 23 мин. 59 сек.        |                                           |
| 3                                                                | 6 април 1984                              | „Чалънджър“, STS-41C                      |                                           | Командир                                  | 6 денонощия 23 часа 40 мин. 07 сек.       |                                           |
| 4                                                                | 5 октомври 1984                           | „Чалънджър“, STS-41G                      |                                           | Командир                                  | 8 денонощия 05 часа 23 мин. 33 сек.       |                                           |
| Сумарно време в космоса – 23 денонощия 13 часа 47 минути 48 сек. |                                           |                                           |                                           |                                           |                                           |                                           |

- Робърт Крипън е първият астронавт в света с два космически полета, осъществени в рамките на една календарна година.

### Административни длъжности в НАСА
След 1986 г., Крипън заема различни отговорни административни длъжности в НАСА:
- юли 1987 – декември 1989 г. – Директор на операциите в програмата Спейс шатъл;
- януари 1990 – януари 1992 г. – Директор на програмата Спейс шатъл;
- януари 1992 – януари 1995 г. – Директор на Космическия център „Джон Кенеди“, Кейп Канаверъл, Флорида.

## След НАСА
От декември 1996 до април 2001 г. Робърт Крипън е вицепрезидент на аерокосмическия гигант Локхийд Мартин.

## Награди
- Робърт Крипън е последния американец удостоен с Космически медал на честта. На 26 април 2006 г. той получава най-високото гражданско отличие за изключителни заслуги в областта на аерокосмическите изследвания от Президента на САЩ Джордж Уокър Буш;
- Летателен кръст за заслуги;
- Медал за похвална служба;
- Медал на НАСА за изключителни заслуги;
- Медал на НАСА за изключително лидерство;
- Медал на НАСА за изключителна служба (3).

Робърт Крипън е приет в Международната аерокосмическа зала на славата през 1991 г. и в Националната астронавтска зала на славата през 2001 г.